# Cyrtodactylus redimiculus
Cyrtodactylus redimiculus är en ödleart som beskrevs av  King 1962. Cyrtodactylus redimiculus ingår i släktet Cyrtodactylus och familjen geckoödlor. IUCN kategoriserar arten globalt som nära hotad. Inga underarter finns listade i Catalogue of Life.